# Deformace

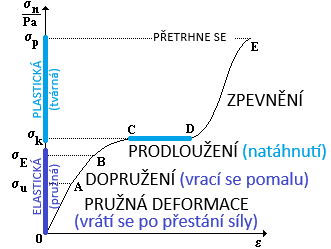
Schéma deformace z pohledu fyziky

Pojmem deformace tělesa rozumíme změnu jeho tvaru. Těleso mění tvar v důsledku působení zatížení (síly, momenty síly, oteplení atp.). Silové působení mění vzájemné polohy atomů, ze kterých se těleso skládá. V případě, že se po odstranění působící síly těleso vrátí do původního tvaru, mluvíme o pružné (elastické, vratné) deformaci. Pružné deformace se vyskytují u pružných látek. V důsledku působení sil může rovněž dojít k nevratným změnám v poloze atomů tělesa. Tvar tělesa se po odstranění působící síly již nevrátí do původního stavu. V takovém případě mluvíme o nepružné (nevratné) deformaci popř. úžeji o plastické deformaci. Tyto deformace lze pozorovat např. u elastoplastických nebo plastických látek.
Zůstávají-li během deformace body původně ležící v jedné rovině ve stejné rovině i po deformaci, označuje se taková deformace jako rovinná.
Síly působící na těleso lze rozlišovat podle druhu napětí, které v tělese vyvolávají na tahové, tlakové, smykové, ohybové nebo torzní, případně jejich kombinace. Tyto síly bývají také označovány jako deformační síly.
Neuvažuje-li se při popisu tělesa jeho deformace, mluvíme o tuhém (rigidním) tělesu.

## Deformace v mechanice kontinua
V mechanice kontinua lze deformace popsat srovnáním deformovaného a nedeformovaného stavu kontinua.
Deformace dělíme na:
- posuvy (změna vzdálenosti či změnu úhlu polohy tělesa), příkladem je například prohnutí stropu
- poměrné deformace (posuv vztažený na původní polohu).

### Posuvy (posunutí)ui
V čase {\displaystyle t=0} můžeme popsat polohu částic kontinua jako {\displaystyle y_{j}=y_{j}(x_{i},0)=x_{j}}. V čase {\displaystyle \Delta t} pak bude poloha odpovídajících částic určena jako {\displaystyle y_{j}=y_{j}(x_{i},\Delta t)}. Lze definovat vektor posunutí {\displaystyle u_{i}}, který obvykle vyjadřujeme v metrech jako
{\displaystyle u_{i}=y_{i}-x_{i}}
Vektor posunutí má tedy počátek v místě, kde se částice nacházela na počátku sledovaného pohybu a konec v místě konečné polohy částice. Pomocí vektoru posunutí je možné deformační pohyb popsat jako
{\displaystyle y_{j}=x_{j}+u_{j}(x_{i})}
Tento vztah však v sobě zahrnuje nejen deformaci, ale také posunutí a otáčení kontinua jako celku. Pro popis deformací by však bylo vhodné získat z tohoto vztahu pouze část, která je za deformace odpovědná. Toho se dosáhne na základě předpokladu, že při deformacích dochází ke změnám vzdáleností částic kontinua.

### Poměrné deformace (intenzita posunutí)εkl
Uvažujeme-li libovolný bod {\displaystyle x_{j}} kontinua a v jeho okolí bod {\displaystyle x_{j}+\mathrm {d} x_{j}}, pak na konci deformačního pohybu se bod z {\displaystyle x_{j}} přesune do bodu {\displaystyle y_{j}} a bod {\displaystyle x_{j}+\mathrm {d} x_{j}} do bodu {\displaystyle y_{j}+\mathrm {d} y_{j}}. Označíme-li vektor posunutí odpovídající bodu {\displaystyle x_{j}} jako {\displaystyle u_{j}} a vektor posunutí odpovídající bodu {\displaystyle x_{j}+\mathrm {d} x_{j}} jako {\displaystyle u_{j}+\mathrm {d} u_{j}}, a uvažujeme-li pouze blízké okolí bodu {\displaystyle x_{j}}, můžeme použít zápis
{\displaystyle \mathrm {d} y_{j}=\mathrm {d} x_{j}+\mathrm {d} u_{j}=\mathrm {d} x_{j}+\left({\frac {\mathrm {d} u_{j}}{\mathrm {d} x_{i}}}\right)\mathrm {d} x_{i}}
Na počátku děje je vzdálenost mezi body {\displaystyle x_{j}} a {\displaystyle x_{j}+\mathrm {d} x_{j}} určena jako {\displaystyle {\sqrt {\mathrm {d} x_{j}\mathrm {d} x_{j}}}}. Na konci děje je vzdálenost částic nacházejících se původně v bodech {\displaystyle x_{j}} a {\displaystyle x_{j}+\mathrm {d} x_{j}} určena jako {\displaystyle {\sqrt {\mathrm {d} y_{j}\mathrm {d} y_{j}}}} (kde bylo použito Einsteinovo sumační pravidlo). K popisu deformace kontinua v okolí bodu, jehož počáteční souřadnice jsou {\displaystyle x_{j}} a konečné {\displaystyle y_{j}}, se použije rozdíl čtverců uvedených délek, tzn. výraz
{\displaystyle \mathrm {d} y_{j}\mathrm {d} y_{j}-\mathrm {d} x_{j}\mathrm {d} x_{j}}
Úpravou předchozích vztahů pak dostáváme
{\displaystyle \mathrm {d} y_{j}\mathrm {d} y_{j}-\mathrm {d} x_{j}\mathrm {d} x_{j}=2\varepsilon _{lk}\mathrm {d} x_{l}\mathrm {d} x_{k}}
kde byl zaveden tzv. tenzor velkých deformací
{\displaystyle \varepsilon _{lk}={\frac {1}{2}}\left[{\frac {\partial u_{k}}{\partial x_{l}}}+{\frac {\partial u_{l}}{\partial x_{k}}}+\left({\frac {\partial u_{j}}{\partial x_{l}}}\right)\left({\frac {\partial u_{j}}{\partial x_{k}}}\right)\right]}
Tenzor velkých deformací je funkcí souřadnic, tzn. {\displaystyle \varepsilon _{lk}=\varepsilon _{lk}(x_{i})}, a je to symetrický tenzor druhého řádu, který má fyzikální rozměr 1 (bezrozměrná veličina).

### Tenzor malých deformací
Jsou-li deformace malé, jsou malé také změny vektoru posunutí {\displaystyle u_{i}} se souřadnicemi {\displaystyle x_{j}}, tzn. jsou malé také parciální derivace {\displaystyle {\frac {\partial u_{i}}{\partial x_{j}}}}. V takovém případě je v tenzoru velkých deformací člen {\displaystyle \left({\frac {\partial u_{j}}{\partial x_{l}}}\right)\left({\frac {\partial u_{j}}{\partial x_{k}}}\right)} malý ve srovnání s členy {\displaystyle {\frac {\partial u_{k}}{\partial x_{l}}}} a {\displaystyle {\frac {\partial u_{l}}{\partial x_{k}}}} a můžeme jej zanedbat. V takovém případě lze deformaci popsat tzv. tenzorem malých deformací
{\displaystyle e_{lk}={\frac {1}{2}}\left({\frac {\partial u_{k}}{\partial x_{l}}}+{\frac {\partial u_{l}}{\partial x_{k}}}\right)}
Pro malé deformace tedy platí
{\displaystyle \mathrm {d} y_{j}\mathrm {d} y_{j}-\mathrm {d} x_{j}\mathrm {d} x_{j}=2e_{lk}\mathrm {d} x_{l}\mathrm {d} x_{k}\,}
Vyjdeme-li z deformovaného stavu, lze tenzor malých deformací zavést vztahem
{\displaystyle {\overline {e}}_{lk}={\frac {1}{2}}\left({\frac {\partial u_{k}}{\partial y_{l}}}+{\frac {\partial u_{l}}{\partial y_{k}}}\right)}
a platí
{\displaystyle \mathrm {d} y_{j}\mathrm {d} y_{j}-\mathrm {d} x_{j}\mathrm {d} x_{j}=2{\overline {e}}_{lk}\mathrm {d} y_{l}\mathrm {d} y_{k}}
Pro malé deformace jsou velikosti posunů {\displaystyle \mathrm {d} x_{i}} v nedeformovaném stavu a jim odpovídající {\displaystyle \mathrm {d} y_{j}} v deformovaném stavu přibližně stejné a není tedy nutno rozlišovat mezi tenzory malých deformací v nedeformovaném a deformovaném stavu, což znamená, že tenzory malých deformací {\displaystyle e_{ij}} a {\displaystyle {\overline {e}}_{ij}} můžeme považovat za ekvivalentní.
Často se používá rozklad tenzoru {\displaystyle e_{ij}} na izotropní část a deviátor
{\displaystyle e_{ij}={\frac {e_{I}\delta _{ij}}{3}}+\left(e_{ij}-{\frac {e_{I}\delta _{ij}}{3}}\right)},
kde {\displaystyle e_{I}} je stopa tenzoru malých deformací a {\displaystyle \delta _{ij}} je Kroneckerovo delta. Označuje se
{\displaystyle e_{ij}^{(s)}={\frac {e_{I}\delta _{ij}}{3}}}
jako izotropní část a
{\displaystyle e_{ij}^{(d)}=e_{ij}-{\frac {e_{I}\delta _{ij}}{3}}}
jako deviátor deformací.

#### Význam složek tenzoru malých deformací
Význam diagonálních složek tenzoru {\displaystyle e_{ij}} lze určit následující úvahou.
Výraz {\displaystyle \mathrm {d} x_{1}\mathrm {d} x_{1}} je čtverec délky zvoleného elementu látky před deformací. Použijeme pro něj označení {\displaystyle l_{0}^{2}}. Podobně pro výraz {\displaystyle \mathrm {d} y_{i}\mathrm {d} y_{i}}, který označuje čtverec délky zvoleného elementu po deformaci, použijeme označení {\displaystyle l^{2}}. Potom platí
{\displaystyle {\frac {l^{2}-l_{0}^{2}}{l_{0}^{2}}}=2e_{11}}
Pro malé deformace je {\displaystyle l_{0}{\dot {=}}l}, takže lze levou stranu pomocí přibližného vztahu {\displaystyle {\frac {l^{2}-l_{0}^{2}}{l_{0}^{2}}}={\frac {(l-l_{0})(l+l_{0})}{l_{0}^{2}}}{\dot {=}}{\frac {(l-l_{0})2l_{0}}{l_{0}^{2}}}=2{\frac {l-l_{0}}{l_{0}}}}, čímž získáme
{\displaystyle e_{11}{\dot {=}}{\frac {l-l_{0}}{l_{0}}}}
Složka tenzoru {\displaystyle e_{11}} malých deformací tedy odpovídá relativní změně délky elementu, který byl původně rovnoběžný s osou {\displaystyle x_{1}} kartézské soustavy souřadnic. Podobně složky {\displaystyle e_{22}} a {\displaystyle e_{33}} přestavují relativní změny délek elementů, které byly původně rovnoběžné s osami {\displaystyle x_{2}} a {\displaystyle x_{3}}.
Pro určení významu nediagonálních složek lze vyjít z rovinné deformace v rovině dané kartézskými osami {\displaystyle x_{1},x_{2}}. Tenzor malých deformací má v takovém případě nenulové pouze složky {\displaystyle e_{11},e_{22},e_{12}=e_{21}}. Uvažujeme-li deformaci, při které jsou nenulové pouze složky se smíšenými indexy, tzn. {\displaystyle e_{11}=e_{22}=0,e_{12}\neq 0}, pak element, který byl před deformací rovnoběžný s osou {\displaystyle x_{1}}, tzn. lze jej před deformací popsat vektorem {\displaystyle (\mathrm {d} x_{1},0)}, lze po deformaci popsat vektorem {\displaystyle \left(\mathrm {d} x_{1},{\frac {\partial u_{2}}{\partial x_{1}}}\mathrm {d} x_{1}\right)}, kde {\displaystyle u_{2}} je složka vektoru posunutí podél osy {\displaystyle x_{2}}.
Pro úhel {\displaystyle \alpha _{1}} mezi vektory {\displaystyle (\mathrm {d} x_{1},0)} a {\displaystyle \left(\mathrm {d} x_{1},{\frac {\partial u_{2}}{\partial x_{1}}}\mathrm {d} x_{1}\right)} platí
{\displaystyle \operatorname {tg} \,\alpha _{1}={\frac {\partial u_{2}}{\partial x_{1}}}}
Podobně lze pro element, který byl před deformací rovnoběžný s osou {\displaystyle x_{2}}, který je možné před deformací popsat vektorem {\displaystyle (0,\mathrm {d} x_{2})}, určit složky tohoto elementu po deformaci jako {\displaystyle \left({\frac {\partial u_{1}}{\partial x_{2}}}\mathrm {d} x_{2},\mathrm {d} x_{2}\right)}.
Pro úhel {\displaystyle \alpha _{2}} mezi vektory {\displaystyle (0,\mathrm {d} x_{2})} a {\displaystyle \left({\frac {\partial u_{1}}{\partial x_{2}}}\mathrm {d} x_{2},\mathrm {d} x_{2}\right)} platí
{\displaystyle \operatorname {tg} \,\alpha _{2}={\frac {\partial u_{1}}{\partial x_{2}}}}
Pro malé deformace lze použít aproximaci {\displaystyle \operatorname {tg} \,\alpha _{i}\approx \alpha _{i}}, což umožňuje psát
{\displaystyle 2e_{12}={\frac {\partial u_{2}}{\partial x_{1}}}+{\frac {\partial u_{1}}{\partial x_{2}}}=\alpha _{1}+\alpha _{2}}
Smíšená složka tenzoru deformace {\displaystyle e_{12}} tedy odpovídá polovině úhlu {\displaystyle \alpha _{1}+\alpha _{2}}, o který se při deformaci změní pravý úhel mezi elementy původně rovnoběžnými s kartézskými osami {\displaystyle x_{1}} a {\displaystyle x_{2}}. Úhel {\displaystyle \alpha _{1}+\alpha _{2}} se nazývá úhel smyku.
V obecném případě, kdy nejde o rovinnou deformaci, mohou mít elementy původně rovnoběžné s první nebo druhou kartézskou osou po deformaci také složky ve směru třetí osy. Tyto složky jsou však tak malé, že nemají podstatný vliv na úhel mezi elementy po deformaci. Složka {\displaystyle e_{12}} má tedy i v takovém případě stejný význam jako v případě rovinné deformace.
Obdobným způsobem lze položit složku {\displaystyle e_{13}} rovnu polovičnímu úhlu smyku mezi první a třetí souřadnicovou osou a složku {\displaystyle e_{23}} rovnu polovičnímu úhlu smyku mezi druhou a třetí souřadnicovou osou.

### Objemová a tvarová deformace
Uvažujme v diferenciálním okolí bodu, ve kterém známe složky {\displaystyle e_{ij}}, kvádr, jehož hrany mají před deformací délky {\displaystyle l_{01},l_{02},l_{03}}, přičemž tyto hrany jsou rovnoběžné se směry hlavních os deformace. Daný kvádr zůstane kvádrem i po deformaci (za předpokladu malých deformací), pouze dojde ke změně délek jeho hran na {\displaystyle l_{1},l_{2},l_{3}}. Při vhodné volbě souřadnicové soustavy, tzn. osy souřadnicové soustavy leží ve směru hlavních os deformace (na jednotlivé stěny kvádru tedy působí pouze čistý tah nebo čistý tlak), platí
{\displaystyle {\frac {l_{i}-l_{0i}}{l_{0i}}}=e_{ii}}
pro {\displaystyle i=1,2,3}.
Po deformaci lze tedy délky hran vyjádřit jako {\displaystyle l_{i}=l_{0i}+l_{0i}e_{ii}}. Pro objem kvádru po deformaci pak při zanedbání veličin vyšších řádů dostáváme
{\displaystyle V=l_{1}l_{2}l_{3}=(l_{01}+l_{01}e_{11})(l_{02}+l_{02}e_{22})(l_{03}+l_{03}e_{33})=l_{01}l_{02}l_{03}+l_{01}l_{02}l_{03}(e_{11}+e_{22}+e_{33})=V_{0}+V_{0}e_{I}}
což bývá obvykle zapisováno jako
{\displaystyle e_{I}={\frac {V-V_{0}}{V_{0}}}},
kde {\displaystyle V_{0}} je objem tělesa před deformací a {\displaystyle V} je objem tělesa po deformaci. Stopa {\displaystyle e_{I}} tedy popisuje relativní objemovou změnu, tedy objemovou deformaci. Vzhledem k tomu, že stopa izotropní části {\displaystyle e_{ij}} je stejná jako stopa celého tenzoru {\displaystyle e_{ij}}, odpovídá objemová deformace izotropní části objemové deformaci celého tenzoru deformací. Stopa deviátoru {\displaystyle \operatorname {Tr} \,e^{(d)}} je nulová, tzn. relativní objemová změna odpovídající deviátoru tenzoru malých deformací je také nulová. Deviátor tedy nezpůsobuje změny objemové, ale pouze změny tvaru, tedy tvarovou deformaci.